# Częstoskurcz komorowy
Częstoskurcz komorowy (łac. tachycardia ventricularis TV; ang. ventricular tachycardia, VT) – zaburzenie rytmu serca, które polega na wystąpieniu nieprawidłowej, przyśpieszonej czynności elektrycznej serca, pochodzącej z ośrodka ektopowego (ektopowy częstoskurcz komorowy), lub możliwej dzięki cieśni (częstoskurcz w mechanizmie pętli nawrotnego pobudzenia - reentry) zlokalizowanej w mięśniu komór serca. Rozpoznajemy go po wykonaniu badania EKG w którym występuje trzy lub więcej następujących po sobie komorowych pobudzeń przedwczesnych z częstością powyżej 100 uderzeń na minutę.
W badaniu EKG widoczne szerokie zespoły QRS (różniące częstoskurcz komorowy od częstoskurczu nadkomorowego, bardzo rzadko spotykane przypadki częstoskurczu komorowego z wąskimi QRS pochodzą z przegrody międzykomorowej) i brak załamka P poprzedzającego bezpośrednio każdy zespół QRS. Załamek P może występować po każdym zespole QRS (przy zachowanym wstecznym przewodzeniu - ma wtedy morfologię "wstecznego" załamka P' - jest ujemny w odprowadzeniach II,III,aVF elektrokardiogramu), może być niezależny od zespołów QRS i mieć wolniejszą częstotliwość od nich (przy całkowitym braku przewodzenia wstecznego), lub występować okresowo po niektórych zespołach QRS ze stałym odstępem QRS-P' (blok wsteczny 2:1, 3:1, etc), lub ze stopniowym wydłużaniem się odstępu QRS-P' (blok przewodzenia wstecznego typu periodynki Wenckebacha). Częstoskurcz komorowy jest potencjalnym zagrożeniem dla życia, szczególnie u pacjentów ze strukturalną, bądź pierwotnie elektryczną chorobą serca (zespół wydłużonego QT, zespół Brugadów, zespół krótkiego QT, katecholaminergiczny polimorficzny częstoskurcz komorowy) ponieważ może spowodować niestabilność hemodynamiczną z utratą przytomności, zaostrzeniem choroby wieńcowej, lub zaostrzeniem niewydolności serca, do nagłego zgonu sercowego włącznie. Może również degenerować do migotania komór. Istnieją pacjenci, u których obecność częstoskurczu komorowego nie jest groźna dla życia (idiopatyczny częstoskurcz komorowy), muszą oni jednak być poddani diagnostyce w celu wykluczenia choroby serca. Każdy przypadek utrwalonego częstoskurczu komorowego jest wskazaniem do natychmiastowego leczenia.

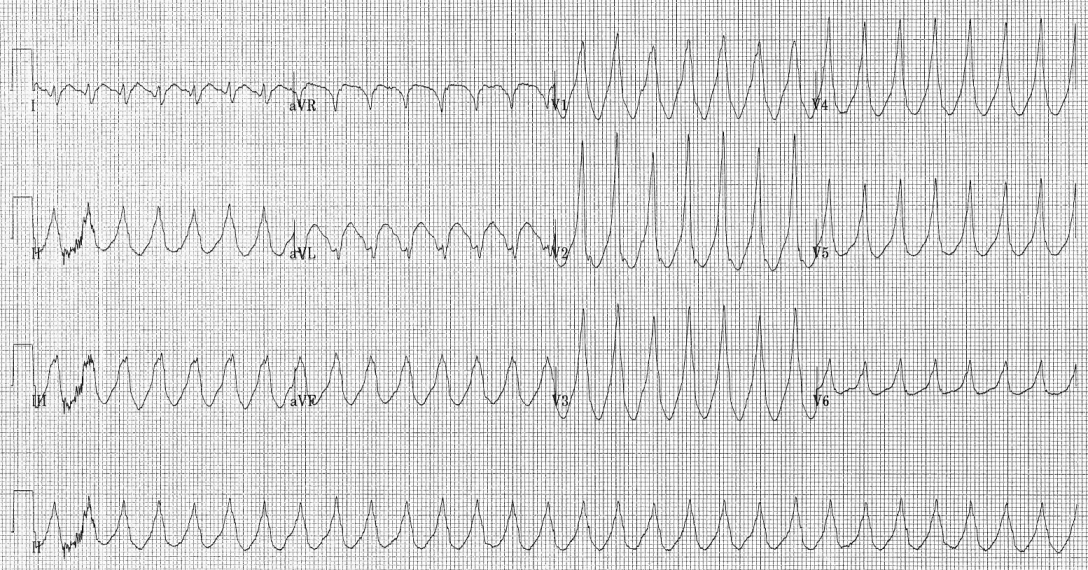
Częstoskurcz komorowy: szerokie zespoły QRS

Przyczynami częstoskurczu komorowego mogą być:
1. Zawał serca
2. Choroba niedokrwienna serca
3. Kardiomiopatia przerostowa
4. Kardiomiopatia rozstrzeniowa
5. Wypadanie płatka zastawki mitralnej
6. Zapalenie mięśnia sercowego
7. Wrodzone wady serca
8. Zatrucie lekami (trójcykliczne leki przeciwdepresyjne, digoksyna)
9. Hipoksja
10. Zasadowica
11. Zaburzenia elektrolitowe
12. Częstoskurcz idiopatyczny

## Leczenie
Wybór metody leczenia zależy od stanu pacjenta:
- leki przeciwarytmiczne,
- kardiowersja,
- stymulacja serca,
- wszczepialny kardiowerter-defibrylator serca,
- ablacja przezskórna,
- leczenie operacyjne.

Częstoskurcz komorowy bez tętna wymaga zastosowania szybkiej defibrylacji i rozpoczęcia zabiegów reanimacji, tzn. takiego samego leczenia jak przy migotaniu komór. Przy częstoskurczu komorowym z tętnem i kiedy pacjent jest w stabilnym stanie podaje się amiodaron 150–300 mg i.v. Przy częstoskurczu komorowym z tętnem, ale gdy pacjent jest w niestabilnym stanie lub nieprzytomny, wykonuje się kardiowersję. Amiodaron jest zwykle lekiem pierwszego rzutu, leczenie alternatywne można zastosować lidokaina, flekainid, sotalol, dizopiramid, metoprolol, prokainamid, quinidyna.
Kardiowersja wszczepionym kardiowerterem lub stymulatorem także jest skuteczna lecz może wywoływać migotanie komór.
Ablacja lub leczenie chirurgiczne może być stosowane do usunięcia ektopowego ogniska lub pętli re-entry.
Utrzymujące się VT/VF jest wskazaniem do PCI (percutaneous coronary intervention) przezskórnej interwencji wieńcowej lub trombolizy.